# 가미카제

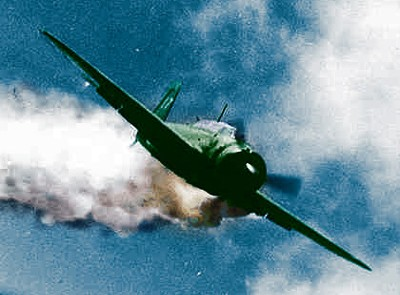
USS 에식스 (CV-9)에 가미카제 공격을 가하는 D4Y 스이셰이 전투기

신풍(일본어: 神風 신푸[*]) 또는 가미카제(일본어: カミカゼ 카미카제[*])는 태평양 전쟁 말기에 일본군이 연합국 함대에 시도한 비행기 자폭 전술과 이를 위해 조직한 특공대이다.

## 개요
폭탄이나 어뢰를 실은 항공기로 적 군함에 충돌함으로써 유폭 효과를 노려 타격하는 전술로서 일본군 처지에서는 태평양 전쟁에서 패배와 군사력 한계를 받아들이지 못한 결과이자, 국가가 군인에게 자살을 명한 것으로 개인의 인명을 극단적으로 경시하는 최악의 행위였다.
가미카제 비행기 조종사는 당대는 물론 오늘날에도 일본 국내에서 애국심과 자기희생의 상징으로서 자주 인용하지만 실제로 이러한 전술을 시도하는 비행사는 죽음에 대한 극심한 두려움 하에 강제로 투입했으며, 명령 불복을 용인하지 않았다. 투입한 비행사 가운데 조선인도 극소수 있었다. 역사를 통틀어 국가가 패망 직전에 몰렸을 때 얼마나 광기에 휩싸일 수 있는지를 잘 보여주는 최악의 인권유린이자 전쟁범죄 가운데 하나다.
전혀 전술적인 의미가 없고 성공률이 무의미하게 낮았다는 일각의 오해와는 다르게 아래에서 설명하듯 연합군에게 상당한 피해를 줬으며, 고안된 시점인 전쟁 말기에는 경험 많은 파일럿을 전부 소모한 상태에서 역설적으로 통상적인 공격에 비해 성공률이 높았다.

## 역사
자폭 공격을 목적으로 한 부대가 편성된 것은 전쟁 말기이다. 가미카제 특공대를 편성하기 전부터 자발적으로 자폭 공격이 행해진 경우도 있었다. 1944년 4월 14일 안다만 제도로 향하는 육군 수송선을 호위하던 비행기가 미국 해군 잠수함이 발사한 어뢰 3기를 발견, 기관총을 난사하면서 어뢰에 돌진하여 전사하고 어뢰파괴에 성공했다. 1944년 8월 20일 미국 육군 항공군인 B-29 폭격기에 의한 야하타(八幡) 공습에서는 요격하러 나온 비행기가 폭격기에 몸통 박치기를 하여 공중 폭발을 일으켜 추락시켰다. 또 파편으로 인해 타격을 받은 폭격기도 함께 추락하여 B-29 2기를 격추하였다.
1943년 6월 29일 적함선에 대해 특공(특수 공격의 줄임말)을 행하는 「특수항공대」 편성의 구상이 본부에 제출되었지만, '아직 그럴 시기가 아니다'라며 이를 거부했다. 후에 마리아나 해전이 일본의 패배로 끝나자 다시 특공대 편성 의견이 나왔다. 마리아나 해전 이후에 「더이상 다이아타리(体当たり)」밖에 방법이 없다는 의견이 많아지고 일본 해군에서는 특공병기의 연구가 진행되었으나, 이는 가미카제 특공대와는 관계가 없다.
1944년 10월 5일, 결국 필리핀에 특공을 가하기로 결정을 하고 필리핀에 자폭공격을 행했다. 일본이 특공을 행했던 이유는 앞으로 반년이면 연료가 전부 떨어질 것을 알고 있어서 전쟁을 끝내야 했기 때문이다. 그렇기 때문에 필리핀 공격을 최후의 공격으로 하고 7:3으로 강화조약을 맺어서 만주사변때 일본으로 되돌리는 것이 목적이였다.
미국은 물론이고 일본에서도 가미카제에 반대하는 사람들이 많았고, 당시 황태자였던 아키히토는 가미카제에 대한 장교의 설명을 듣자 "그럼 병력을 소모하는 것뿐이 아닌가?"라고 말했다고 전해진다.

## 해상 병기
가미카제는 공중 부대였지만, 해상에서도 이러한 것들이 있었다. 일본에서 갑표적(甲標的)이라는, 적에게 다가가 어뢰를 발사하는 소형잠수함 병기가 개발되었는데, 실제 진주만 공습때도 사용되었다. 하지만 이 갑표적은 어뢰발사후 다시 모함으로 돌아오는 것을 목표로 했으며 처음에는 자폭 공격을 목적으로 하지 않았다. 그러나 이 갑표적은 자력으로 모함까지 귀환하는 것은 거의 불가능에 가까웠고 실제로 작전 수행후 돌아온 갑표적은 하나도 없었다. 사실상 일회용 병기에 지나지 않았던 것이다. 전쟁 후반에는 이것을 토대로 인간어뢰가 구상되어 특공에 사용된다.

## 관련 작품
- 김별아 《가미카제 독고다이》 해냄출판, 2010년 - 조선인 가미카제를 다룬 김별아의 소설.
- 마츠모토 레이지 - 음속뇌격대 (The Cockpit)

## 같이 보기
- 자살 공격
- 아아 가미카제 특별공격대 - 가미카제 특별공격대의 전과를 기리는 군가
- 사사카와 료이치 - 가미가제 특공대 개념의 창안자
- 오니시 다키지로 - 가미카제 특공대의 아버지
- 아리마 마사후미(有馬 正文)
- 가이텐(回天) - 인간어뢰
- 신요우(震洋) - 자살보트
- 후쿠류(伏龍) - 자살잠수부
- 바이카(梅花) - 자살공격기
- 토카(藤花) - 자살공격기
- 요코스카 MXY-7 오카(桜花) - 자살공격기
- 가이류(海龍) - 자살잠수함
- 반자이 돌격
- 미쓰비시 A6M 영식 함상 전투기(제로센)